# GAZ-63
GAZ-63 a fost o versiune mai grea a GAZ-51, produsă de GAZ între 1948 și 1968. Aproximativ 90.000 de unități ale vehiculului au fost produse și vândute. Șasiul său a fost folosit și pentru vehiculul blindat BTR-40. Vehiculul a fost exportat și în Cuba, Bulgaria, Ucraina, România și America de Sud. A înlocuit camionul GAZ-AAA care a fost întrerupt în 1944. La câteva luni după lansare, camionul s-a dovedit a avea succes, fiind vândute în jur de 6.000 de unități.
Majoritatea acestor vehicule au fost utilizate de militari spre deosebire de camionul civil GAZ-51. Vehiculul a fost întrerupt în 1968, cu aproximativ 10.000 de unități vândute în acel an. A fost înlocuit de camionul GAZ-66, care era un camion cu motor cabină, spre deosebire de camionul GAZ-63. În 1953, vehiculul a primit motoare modernizate pentru a fi mai fiabile.